# 中尾暢樹
中尾暢樹（日语：なかお まさき、1996年11月27日—）是日本埼玉縣出生的男性演員和藝人。目前隸屬於渡边娱乐，是男演員團體D-BOYS中最年輕的成員。
2016年，中尾暢樹在朝日電視台的超級戰隊系列特攝劇《動物戰隊獸王者》之中飾演「風切大和／獸王鷹（獸王猩&獸王鯨）」，這也是他第一次在電視劇演出。

## 演出作品

### 電視劇
- 動物戰隊獸王者（2016年2月14日 - 2017年2月5日，朝日電視台）  - 主演・風切大和 / 獸王鷹（聲演） / 獸王猩（聲演） / 獸王鯨（聲演）
- 假面騎士Ghost 第24集（2017年3月27日，朝日電視台） - 飾演 風切大和 / 獸王鷹（聲演）
- 外貌協會100%（2017年4月13日 - 6月15日，富士電視台） - 飾演 岡部和人
- 獸電戰隊強龍者BRAVE 第12集（2017年6月3日，ANIBOX（韓國）・東映特撮Fans Club・萬代公式YouTube頻道） - 飾演 風切大和 / 獸王鷹（聲演）
- 愛的結婚相談所（藍野結婚相談所）（日语：あいの結婚相談所）（2017年7月28日 - 9月1日，朝日電視台） - 飾演 真壁男夢
- 聲Girl！（2018年4月8日 - 6月10日，朝日放送） - 飾演 正田克敏
- 優雅京都傲嬌姐（日语：はんなりギロリの頼子さん）（2018年4月24日 - 5月15日，關西電視台） - 飾演 山田優一
- 就是要妳愛上我（覺悟吧！那邊的女孩）（日语：覚悟はいいかそこの女子。#テレビドラマ） 第4集（2018年7月15日，每日放送・TBS） - 飾演 中垣內賢治
- 真的要去航海 (第二季)（2018年7月30日 - 9月3日，每日放送・TBS） - 飾演 真野宗佑
- 文學處女（日语：文学処女#テレビドラマ）（2018年9月10日 - 10月29日，每日放送・TBS） - 飾演 望月千廣
- 連續4週特別篇 超級戰隊最強對戰!!（2019年2月17日 - 3月10日，朝日電視台） - 風切大和 / 獸王鷹（聲演）
- JOKER×FACE（日语：JOKER×FACE） 第9、10集（2019年3月12日，富士電視台） - 飾演 和田
- 輪到你了（2019年4月14日 - 9月8日，日本電視台） - 飾演 柿沼遼
- 可以不可以（同床前男友）（日语：カカフカカ#テレビドラマ）（2019年4月26日 - 6月28日，每日放送・神奈川電視台） - 飾演 本行智也
- 晚安，還在另一邊（2019年9月20日，TOKYO MX1） - 飾演 Hiroki[1]
- 在不白不黑的世界裡，熊貓笑了 第2集（2020年1月19日，讀賣電視台・日本電視台） - 飾演 岸本俊一
- 隕石家族（日语：隕石家族） （2020年4月11日 - 5月30日，富士電視台） - 飾演 森本翔太
- Crazy Rain（2020年7月6日 - 7月26日，ABC・朝日電視台） - 飾演 清田
- 人氣同人作家貓屋敷想得到認同（2022年10月3日 - 11月21日，朝日放送） - 主演・風間一星[2]
- 擅長的那傢伙，不擅長的我 Season2（2023年4月26日 - 6月14日，日本電視台） - 飾演 黒旗晩[3][4]
- 名流男子太棘手（2024年1月21日 - 3月24日，朝日放送） - 飾演 神崎彰人 [5]
- 火星-零的革命- 第5集（2024年2月20日，朝日電視台） - 飾演 怜王
- 演繹屋 Re:act（2024年5月24日  - 7月5日，WOWOW） - 飾演 悠木一真[6]
- 擅長的那傢伙，不擅長的我 -巡巡決勝篇-（2024年7月19日 - 9月6日，日本電視台）[7]
- 全領域異常解決室 第2集（2024年10月16日，富士電視台） - 飾演 池神春來
- OCTO ～感情搜查官心野朱梨～ Season2 第4話（2024年10月24日，讀賣電視台・日本電視台系列） - 飾演 邊見悠哉[8]
- 相棒 season23 第4話（2024年11月6日，朝日電視台） - 飾演 相場ユウ[9]
- 黑律師的癡情 世界上最沉重的純愛（2025年4月5日 - 、TOKYO MX） - 主演・神宗一（與三輪晴香雙主演）[10]

### 網路劇
- 動物戰隊獸王者 第12話（2017年6月3日） - 飾演 風切大和 / 獸王鷹
- 愛似百匯（2018年3月31日 - 6月2日，FOD） - 飾演 新保大也
- 今夜，可否擁你入懷（日语：今夜、勝手に抱きしめてもいいですか?）（2018年9月29日 - 12月15日，dTV・Hikari TV） - 飾演 進藤新
- 被關注的話就完蛋了（日语：フォローされたら終わり）（2019年10月27日 - 12月15日，AbemaTV） - 飾演 梶浦勇樹
- L 禮香的真實（日语：M_愛すべき人がいて#主要人物）（2020年6月28日 - 7月5日，AbemaTV）- 飾演 松本正幸（高校時代）
- love⇄distance（日语：love⇄distance）（2020年6月27日 - 7月5日，Paravi） - 飾演 翔[11]
- 我變成野獸的夜晚 ～不要墜入愛河～（日语：私が獣になった夜#シーズン3「私が獣になった夜～好きになっちゃいけない～」）（2022年3月31日，AbemaTV） - 飾演 龍之介[12]

### 電影
| 年份   | 上映日期 | 電影名稱                                                     | 演出角色                | 備註                                 |
| ------ | -------- | ------------------------------------------------------------ | ----------------------- | ------------------------------------ |
| 2016年 | 1月23日  | 手裏劍戰隊忍忍者 VS 特急者 THE MOVIE 忍者 In Wonderland      | 獸王鷹（聲演）          |                                      |
| 2016年 | 8月6日   | 劇場版 動物戰隊獸王者 心跳不已 馬戲團恐慌！                  | 風切大和 獸王鷹（聲演） | 主演                                 |
| 2017年 | 1月14日  | 劇場版 動物戰隊獸王者 VS 忍忍者 來自未來的訊息 from 超級戰隊 | 風切大和 獸王鷹（聲演） | 主演                                 |
| 2017年 | 3月25日  | 假面騎士×超級戰隊 超 超級英雄大戰                            | 獸王鷹（聲演）          |                                      |
| 2017年 | 6月28日  | 歸來的動物戰隊獸王者 請給我生命！地球王者決定戰              | 風切大和 獸王鷹（聲演） | 主演                                 |
| 2017年 | 11月11日 | 禮尚吻來                                                     | 三神曜太                | 與池田依來沙雙主演                   |
| 2019年 | 5月10日  | 男子啦啦隊！！                                               | 橋本一馬                | 與橫濱流星雙主演                     |
| 2019年 | 11月15日 | 殺不了的他和死不了的她                                       | [ 13 ]                  |                                      |
| 2020年 | 1月24日  | Signal 100                                                   | 藤村昴                  |                                      |
| 2020年 | 11月27日 | 10万分の1                                                    |                         |                                      |
| 2021年 | 1月8日   | 大米騷動                                                     |                         |                                      |
| 2021年 | 11月5日  | 吟ずる者たち                                                 | 三浦忠造                | 廣島県先行公開 2023年3月25日全國公開 |
| 2021年 | 12月10日 | 輪到你了 劇場版                                              | 柿沼遼                  |                                      |
| 2022年 | 10月28日 | Grand Guignol                                                | 水上真治                |                                      |

### 綜藝節目
- （2015年4月 - 6月，[神奈川電視台]] ） - 「妖〜AYAKASHI〜」成員
- 男子旅（日语：男子旅）（2016年11月27日 - 11月30日，Dlife）
- 極上空間（日语：極上空間）（2017年4月22日，BS朝日）
- 古館Talking History～戰國最大的謎團 本能寺之變，完全實況～（2018年1月6日，朝日電視台） - 飾演：森蘭丸
- 痛快TV スカッとジャパン（日语：痛快TV スカッとジャパン）（2019年7月15日，富士電視台） -
- （2019年7月15、22日，東京電視台）
- （2019年7月28日．日本電視台）
- 趣味どきっ! 刀劍Lovers探究　第一回(2023年10月4日，NHK教育電視台)

### 網絡節目
- 僕たちのシェアハウス2.5号室(2023年3月31日- ，GYAO!)
- 別被狼君所欺騙 第14季（2023年6月11日 - 8月20日，Netflix）[14]

### 舞台劇
- PRESENT◆5（2014年） - 飾演：火星人☆MARU
- CHaCK-UP（2014年） - 飾演：火星人☆MARU / 火山武
- COMIC JACK（2014年） - 飾演：火星人☆MARU
- 玩偶遊戲（2015年） -  飾演：火星人☆MARU
- 朗讀劇「Dark Alice」(2019年5月29日)
- Reading♥Stage「百合與薔薇」（2019年6月11日）

### 廣告
- au「au Smart Pass」（2014年）
- 大塚食品「MATCH」（2014年）
- BANDAI「變身手機DX獸王changer」（2016年）
- KOSÉ「Stephen Knoll New York × 外貌協會100%」（2017年）
- (2018年)
- Samsung 「Galaxy Note9 × 輪到你了」（2019年）
- Samsung 「Galaxy S10 | S10+ × 輪到你了」（2019年）

### 音樂錄影帶
- saji 「瞬間ドラマチック」（2020年11月25日）[15]

### 遊戲
- 動物戰隊獸王者 Battle Cube Puzzle（2016年） - 獸王鷹 / 獸王猩 / 獸王鯨[16]

## 書籍
- 『中尾暢樹1st寫真集 19』（2016年，主婦與生活社）ISBN 978-4-391-14909-8

## 外部連結
- 中尾暢樹的官方網站 （日語）
- 中尾暢樹的官方blog（日語）
- 中尾暢樹的X（前Twitter）（日語）
- 中尾暢樹的Instagram帳戶（日語）

| 前任： 西川俊介 笹野高史 矢柴俊博 石川樹 （手裏劍戰隊忍忍者） | 日本超級戰隊系列紅色戰士演員 動物戰隊獸王者 2016年2月14日-2017年2月5日 | 繼任： 岐洲匠（兼白色） 南圭介 （宇宙戰隊九連者） |